# Croix de procession finistérienne

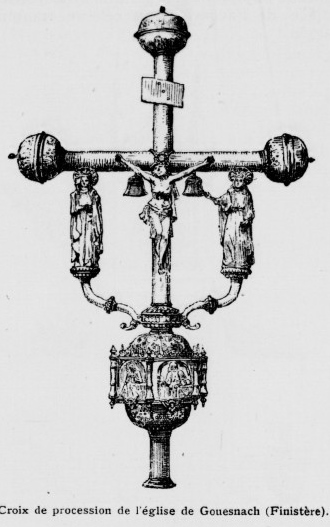
Dessin de la croix de procession de Gouesnach.

Une croix de procession finistérienne désigne un type particulier de croix de procession en argent massif datant du XVIIe siècle, que l'on trouve dans le Finistère, en Bretagne.
Selon Yves-Pascal Castel, ce type de croix est caractérisé par :
- la présence de fleurons en forme de boules godronnées au bout des branches (nommés « fleurons-boules[Note 1] » ou « pommes[Note 2] »),
- d'un nœud architecturé renfermant des représentations de saints,
- des clochettes souvent sous la traverse de la croix,
- la Vierge et Saint Jean portés par des branches, encadrant un Christ en croix.

## Histoire
Les pommes godronnées, typiques des croix, commencent à être populaires au milieu du XVIIe siècle. Elles disparaîtront en même temps que les croix finistériennes, dans la première moitié du XVIIIe siècle.

## Liste
Dix-neuf exemplaires sont conservés dans le Finistère, et un dans les Côtes-d'Armor. Toutes sont classées au titre objet des monuments historiques, onze d'entre elles ont fait l'objet d'une protection le 14 juin 1898.
| Croix                                         | Lieu                                                       | Auteur                          | Date                                      | Protection                                                       | Notes | Image |
| --------------------------------------------- | ---------------------------------------------------------- | ------------------------------- | ----------------------------------------- | ---------------------------------------------------------------- | --- | ----- |
| Croix de procession de Brennilis              | Église Notre-Dame, Brennilis                               | Bernard Joseph                  | 1650                                      | Classée le 14 juin 1898                                          | |       |
| Croix de procession de Carantec               | Église Saint Carantec, Carantec                            |                                 | non datée                                 | Classée le 14 juin 1898                                          | |       |
| Croix de procession de Guengat                | Église Saint-Fiacre, Guengat                               | Y.S.                            | 1584                                      | Classée le 18 janvier 1897                                       | « Le type même de la croix finistérienne. »                                                                                 |       |
| Croix de procession de Gouesnach              | Église Saint-Pierre et Saint-Paul, Gouesnach               |                                 | 1691                                      | Classée le 14 juin 1898                                          | |       |
| Croix de procession de Lannedern              | Église Saint-Edern, Lannédern                              | François Lapous fils            | 1620                                      | Classée le 14 juin 1898                                          | |       |
| Croix de procession de Lanneuffret            | Église Saint-Guévroc, Lanneuffret                          |                                 | XVIIe siècle                              | Classée le 14 juin 1955                                          | |       |
| Croix de procession de Laz                    | Église Saint-Germain et Saint-Louis, Laz                   |                                 | 1620                                      | Classée en 22 avril 1938                                         | |       |
| Croix de procession de Locarn                 | Église Saint-Hernin, Locarn (Côtes-d'Armor)                | Guillaume Desboys (attribution) | 1er quart du XVIIe siècle                 | Classée le 10 février 1948                                       | |       |
| Croix de procession de Pleyber-Christ         | Église Saint-Pierre, Pleyber-Christ                        | Guillaume Desboys (attribution) | Première moitié du XVIIe siècle           | Classée le 18 janvier 1897                                       | |       |
| Croix de procession de Plonévez-du-Faou       | Église Saint-Pierre, Plonévez-du-Faou                      |                                 | 1604                                      | Classée le 14 juin 1898                                          | |       |
| Croix de procession de Plougasnou             | Église Saint-Pierre, Plougasnou                            | Guy-François Pelle              | 1780/1783                                 | Classée le 14 juin 1898                                          | |       |
| Croix de procession de Plougoulm              | Église Saint-Colomban, Plougoulm                           | Robert Daniel                   | 1643, livrée et bénie le 29 mars          | Classée le 14 juin 1898                                          | |       |
| Croix de procession de Plouénan               | Église Saint-Pierre, Plouénan                              | Pierre Oriot                    | 1574                                      | Classée le 14 juin 1898                                          | |       |
| Croix de procession de Kerfeunteun en Quimper | Église de la Trinité de Kerfeunteun, Quimper (Kerfeunteun) |                                 | 1638                                      | Classée le 14 juin 1898                                          | |       |
| Croix de procession de Saint-Sauveur          | Église Saint-Sauveur, Saint-Sauveur                        |                                 | 1671                                      | Classée le 10 mai 1995, préalablement inscrite le 5 juillet 1994 | |       |
| Croix de procession de Saint-Thégonnec        | Église Notre-Dame, Saint-Thégonnec Loc-Eguiner             |                                 | 1610                                      | Classée le 14 juin 1898                                          | |       |
| Croix de procession de Trégourez              | Église Saint-Idunet, Trégourez                             |                                 | Fin du XVIe siècle, début du XVIIe siècle | Classée le 4 août 1931                                           | Analogue aux croix de Pleyber-Christ et de Guengat ; les clochettes sont sous les portants de la Vierge et de Saint-Pierre. |       |
| Croix de procession de Trégunc                | Église Saint-Marc, Trégunc                                 |                                 | 1610                                      | Classée le 14 juin 1898                                          | |       |

### Croix hors de la liste ou attribuées à la liste
La croix de procession de Goulien (1574), classée le 14 juin 1955 et 17 septembre 1956, présente des pommes godronnées, une nouveauté pour époque. La croix de procession de Pleuven, du même orfèvre (1574, reprise au XIXe siècle - classement le 14 juin 1898), présente les pommes godronnées, les clochettes et les statuettes de Saint Jean et la Vierge, sans pour autant avoir le nœud ouvragé.
La croix de procession de Cast n'entre pas dans cette liste bien que présentant de nombreuses similitudes.
Pierre-Marie Auzas ajoute à cette liste la croix de procession de Saint-Jean-du Doigt, bien qu'elle n'ait pas toutes les caractéristiques définies par Yves-Pascal Castel.